# Coniopteryx (Xeroconiopteryx) squamifera
Coniopteryx (Xeroconiopteryx) squamifera is een insect uit de familie van de dwerggaasvliegen (Coniopterygidae), die tot de orde netvleugeligen (Neuroptera) behoort. 
Coniopteryx (Xeroconiopteryx) squamifera is voor het eerst wetenschappelijk beschreven door Meinander in 1972.